# Tomáš Porubský
Tomáš Porubský (Bratislava, 2 settembre 1914 – 19 giugno 1973) è stato un calciatore slovacco.